# Eda Nur Kılıç
Eda Nur Kılıç (* 30. Mai 2000 in Eskişehir) ist eine türkische Handballspielerin. Sie ist türkische Nationalspielerin und spielt daneben auch Beachhandball.
Kılıç ist nicht mit der gleichnamigen Leichtathletin (Sprint) zu verwechseln, die ebenfalls zur türkischen Nationalmannschaft in ihrer Sportart gehört.

## Hallenhandball

### Vereinskarriere

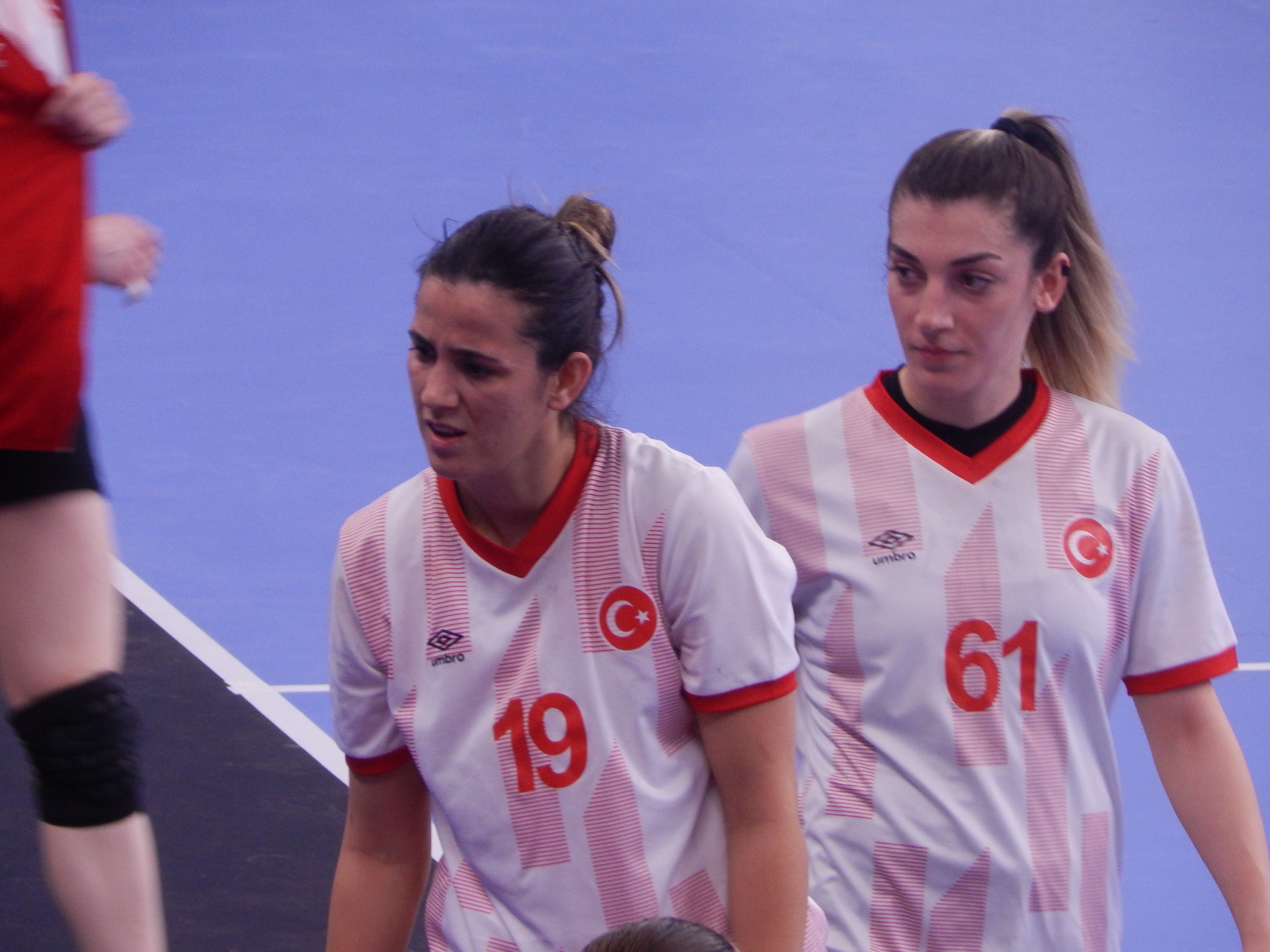
Kılıç (61) mit Sibel Kıcıroğlu (19) beim Qualifikationsspiel der türkischen Nationalmannschaft für die WM 2021 in Russland

Kılıç spielt als linke Rückraumspielerin für den Erstligisten Muratpaşa Belediyesi SK in Antalya. 2018/19 scheiterte Kılıç mit Muratpaşa in der Qualifikationsphase zur EHF Champions League und spielte daraufhin im EHF-Pokal der Frauen 2018/19. Dort scheiterte sie mit ihrer Mannschaft in der zweiten Runde an H 65 Höör aus Schweden. 2019 gewann sie mit Muratpaşa den türkischen Pokal. 2019/20 spielte sie mit Belediyesi erneut im EHF-Pokal, wo die Mannschaft jedoch schon in der ersten Runde an A.C. PAOK aus Griechenland scheiterte. 2020/21 spielte sie mit Belediyesi im EHF European Cup. Die Mannschaft konnte das Achtelfinale erreichen und schied in einem innertürkischen Duell gegen Yalıkavak Spor Kulübü aus, Kılıç war mit insgesamt 18 Treffern in Hin- und Rückspiel treffsicherste Werferin ihrer Mannschaft.
2021 wechselte Kılıç innerhalb der ersten Liga zum ambitionierten Verein Konyaaltı Belediyesi SK.

### Nationalauswahl
Kılıç spielte 2017 beim U17-Ersatzturnier für Nicht-EM-Teilnehmer in Klaipėda, Litauen, und wurde dort mit der türkischen U17 Dritte. Mit 40 Toren in fünf Spielen war sie die beste türkische Torschützin. Zwei Jahre später spielte sie an selber Stelle beim Turnier der U19 und wurde erneut Dritte. 2018 scheiterte sie mit der türkischen A-Nationalmannschaft an der Qualifikation zur Europameisterschaft 2018, 2019 nahm sie mit der Nationalmannschaft an der dann aufgrund der COVID-19-Pandemie abgebrochenen Qualifikation zur Europameisterschaft 2020 teil, konnte sich aber nicht qualifizieren.

## Beachhandball

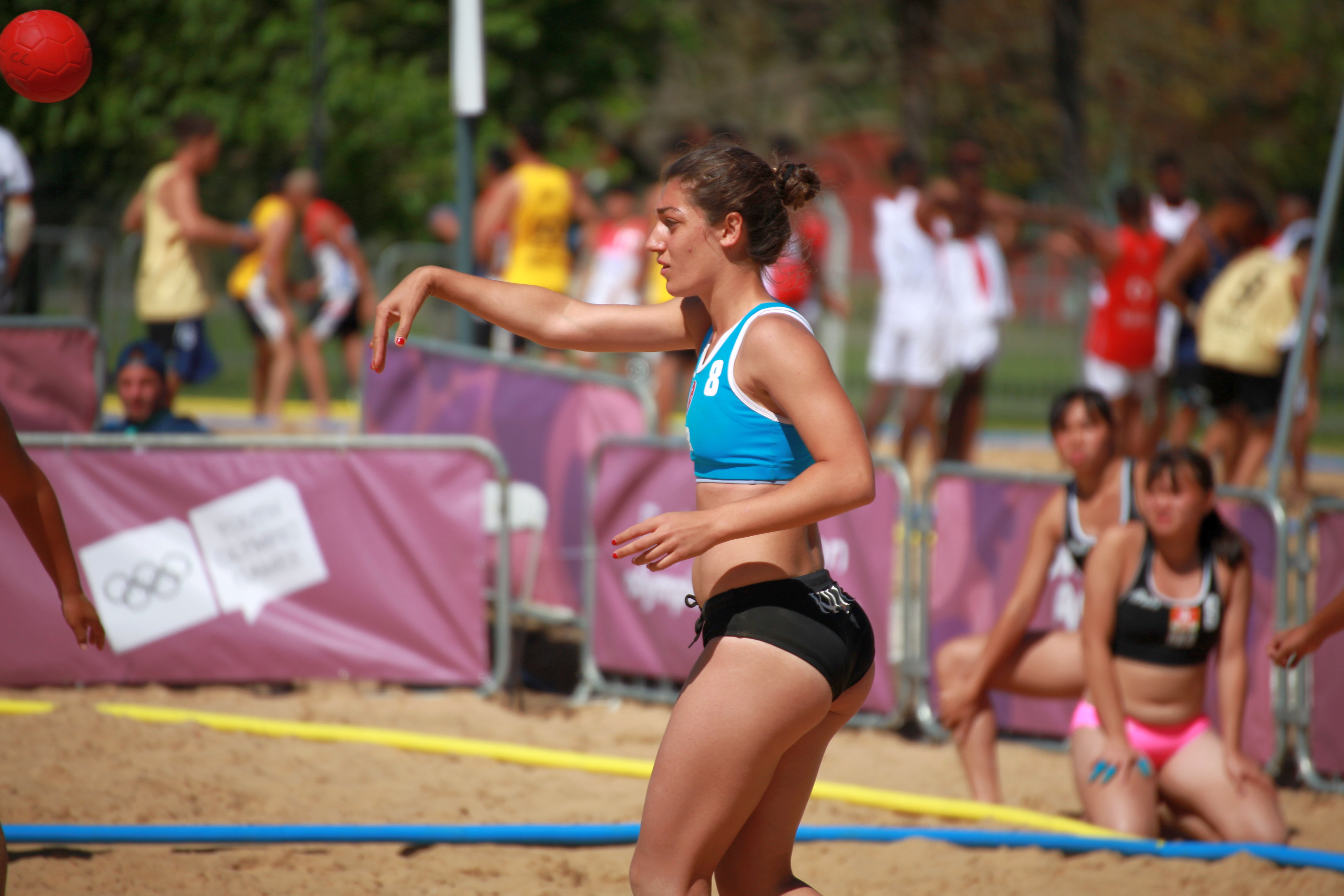
Kılıç im Vorrundenspiel gegen Hongkong bei den Olympischen Jugendspielen

Obwohl die Türkei die direkte Qualifikation verpasst hatte, konnte sie als nachrückende Mannschaft an den Olympischen Jugend-Sommerspielen 2018 von Buenos Aires teilnehmen, da andere qualifizierte Nationen ihre Mannschaften in anderen Sportarten antreten ließen und abgesehen von den Gastgebern jede Nation nur zwei Mannschaften pro Geschlecht bei den Spielen starten lassen durfte. Als Läuferin spielte Eda Nur Kılıç häufig in Angriff und Verteidigung. Das erste Spiel gegen die argentinischen Gastgeberinnen endete mit einer klaren Niederlage in zwei Sätzen. Auch das zweite Spiel gegen Venezuela ging verloren, Kılıç konnte nur bei zwei ihrer sieben Wurfversuche treffen. Auch das Spiel gegen die Mitfavoritinnen aus den Niederlanden wurde klar verloren, Kılıç war mit acht Punkten beste Werferin ihrer Mannschaft in der Offensive, belastete die Defensive aber mit vier Ballverlusten. Gegen Paraguay konnte immerhin der erste Satz des Turniers gewonnen werden, dennoch verlor die Türkei im Shootout. Kılıç zeigte erneut eine mäßige Treffsicherheit, zudem bekam sie eine Zeitstrafe. Gegen die Mannschaft Hongkongs konnte das erste Spiel des Turniers in zwei knappen Abschnitten gewonnen werden. Kılıç zeigte fast die ganze Bandbreite spielentscheidender Faktoren: sie erzielte vier Punkte aus drei Versuchen, gab einen Assist, verlor einmal den Ball und wurde einmal strafwurfreif gefoult. In der Tabelle der Vorrundengruppe waren die Türkinnen dank des Sieges Vorletzte geworden und standen nun in der Platzierungsrunde.

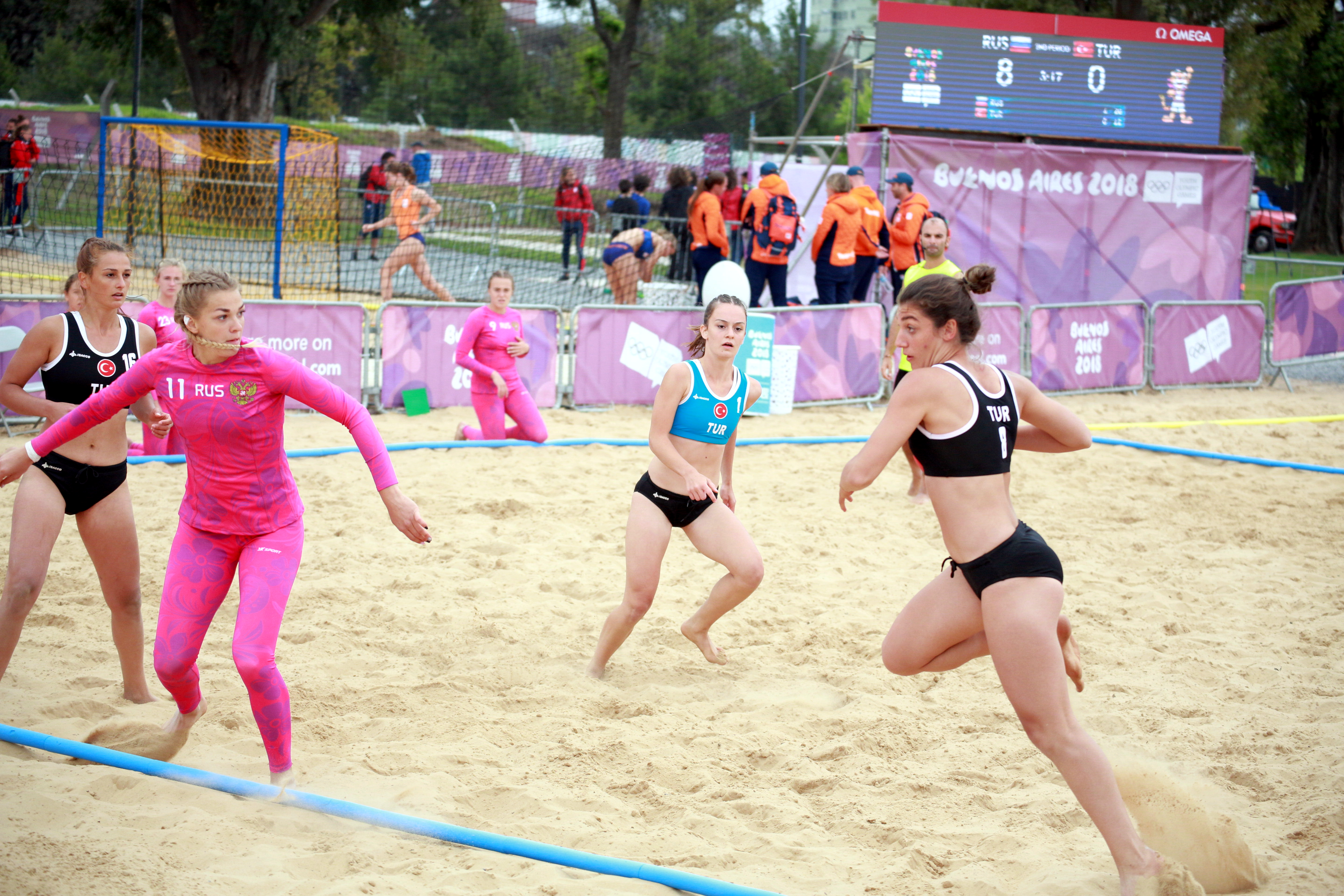
Kılıç (rechts) vor dem Torwurf im Trostrundenspiel gegen Russland bei den Olympischen Jugendspielen. Davor (von rechts): Dilek Yılmaz, Anna Iwanowa und Ayşenur Sormaz

Deutlicher war der Sieg im nächsten Spiel gegen Amerikanisch-Samoa. Kılıç verlor einmal den Ball an die Gegnerinnen, gewann andererseits einmal den Ball von der gegnerischen Mannschaft und erhielt eine Zeitstrafe. Gegen Russland gab es wieder eine deutliche Niederlage. Mit fünf Punkten war Kılıç zweitbeste türkische Werferin hinter Beyza Karaçam, gab zwei Assists und war damit eine der stärkeren Spielerinnen ihrer Mannschaft. Das letzte Spiel in der Platzierungsgruppe war erneut ein deutlicher Sieg über Mauritius, Kılıç reihte sich, ohne besonders aufzufallen, in eine geschlossene Mannschaftsleistung ein. Mit insgesamt sechs Punkten wurde die Türkei Dritte der Platzierungsrunde und musste im Spiel um Platz neun erneut gegen Hongkong antreten, das dieses Mal deutlich geschlagen wurde. Mit 39 Punkten aus neun Spielen war Eda Nur Kılıç gemeinsam mit Ayşenur Sormaz nach Beyzanur Türkyılmaz, Beyza Karaçam und Serap Yiğit viertbeste türkische Scorerin.

## Einzelbelege
1. ↑  EUROPEAN ATHLETICS 2017-18 results issue n.8, compiled and edited by Carles Baronet, Track in Sun blogspot - RunBlogRun. Abgerufen am 30. Mai 2021.
2. ↑  Mavi Kelebekler'den kadroya 8 takviye haberi. Son Dakika SPOR haber başlıkları ve gelişmeler. 7. Juni 2021, abgerufen am 15. Juni 2021 (türkisch).
3. ↑  European Handball Federation - 2017 W17 CHAMPIONSHIP / Championship - LTU. Abgerufen am 10. Mai 2021 (englisch).
4. ↑  European Handball Federation - 2019 W19 CHAMPIONSHIP / Tournament - LTU. Abgerufen am 10. Mai 2021 (englisch).
5. ↑  European Handball Federation - 2018 Women's World Championship U20 / Qualification Tournaments Europe. Abgerufen am 30. Mai 2021 (englisch).
6. ↑  European Handball Federation - 2020 Women's EHF EURO / Women's EHF EURO 2020 Q Phase 2. Abgerufen am 10. Mai 2021 (englisch).
7. ↑  2018 Summer Youth Olympics Official Result Book Beach handball

| Personendaten    | Personendaten                                  |
| ---------------- | ---------------------------------------------- |
| NAME             | Kılıç, Eda Nur                                 |
| ALTERNATIVNAMEN  | Kilic, Eda Nur; Kılıç, Eda; Kilic, Eda         |
| KURZBESCHREIBUNG | türkische Handball- und Beachhandballspielerin |
| GEBURTSDATUM     | 30. Mai 2000                                   |
| GEBURTSORT       | Eskişehir                                      |